# Ножарево
 Тази статия е за селото в Силистренско.  За селото в Разградско вижте Ножарово.  
Ножарево е село в Североизточна България. То се намира в община Главиница, област Силистра. До 1942 г. носи официалното име Масутлар.

## География
В непосредствена близост е до град Главиница, там е училището, където се учат и децата.

## История
В началото на 1947 година край селото е организиран концлагер на комунистическия режим, който за известно време е най-големият в страната – с близо 2000 лагеристи през 1949 година. Той функционира самостоятелно до средата на 1952 година, когато става последният лагер, присъединен към системата „Белене“. Очевидци твърдят че, там е най-строгият женски концлагер в страната през 70-те години.

## Други
Основна религия е Ислям